# ¿Nos casamos? Sí, mi amor
¿Nos casamos? Sí, mi amor es una película de comedia romántica peruana de 2022 dirigida por Pedro Flores Maldonado y escrita por él mismo. Es la secuela de la película Sí, mi amor.

## Sinopsis
Guille decide que es hora de dar el siguiente paso y busca pedirle matrimonio a su amada, pero las cosas se complican y nada sale como estaba previsto.

## Reparto
Los actores que participaron en esta película son:
- Yiddá Eslava como Bea.
- Julián Zucchi como Guille.
- Andrés Salas como Max.
- Magdyel Ugaz como Ceci.
- Pietro Sibille como Alejandro.
- Saskia Bernaola como Marisol.
- Santiago Suárez como Checo.
- Ernesto Pimentel como Abel.
- Patricia Portocarrero como Regina.
- Danny Rosales como Mozo y Juez.
- Mayra Olivera como Allison.
- Nebulah Knowles como Burbuja.
- Egocentrika Chambelon como Bellota.
- Shamcey la Vie como Bombón.

## Lanzamiento
La película se estrenó el 3 de febrero de 2022 en los cines peruanos. Al igual que su antepasado, Netflix adquirió los derechos de distribución internacional de la película y fue estrenada en su plataforma el 6 de mayo de 2022.

## Recepción
En su primer fin de semana en los cines, la película atrajo a más de 50.000 espectadores. Rápidamente, la película superó los 200.000 espectadores, convirtiéndose en la segunda película en español más taquillera de Sudamérica tras la reapertura de los cines (2021-2022).